# Nibøl Sogn
Nibøl Sogn (på tysk Kirchspiel Niebüll) er et sogn i det nordvestlige Sydslesvig, tidligere i Bøking Herred (Tønder Amt), nu Nibøl Kommune i Nordfrislands Kreds i delstaten Slesvig-Holsten. 
I Nibøl Sogn findes flg. stednavne:
- Gade (Gath)
- Langstoft eller Langstofte
- Nibøl (tidligere på dansk også Nybøl, Niebüll)
- Sønderende
- Ullebøl (Uhlebüll)